# Senenkove, Romnî
Senenkove (în ucraineană Сененкове) este un sat în comuna Plavînîșce din raionul Romnî, regiunea Sumî, Ucraina.

## Demografie
Componența lingvistică a localității Senenkove
     Ucraineană (96,48%)
     Rusă (3,52%)
Conform recensământului din 2001, majoritatea populației localității Senenkove era vorbitoare de ucraineană (96,48%), existând în minoritate și vorbitori de rusă (3,52%).